# Національний пам'ятник Бісмаркові

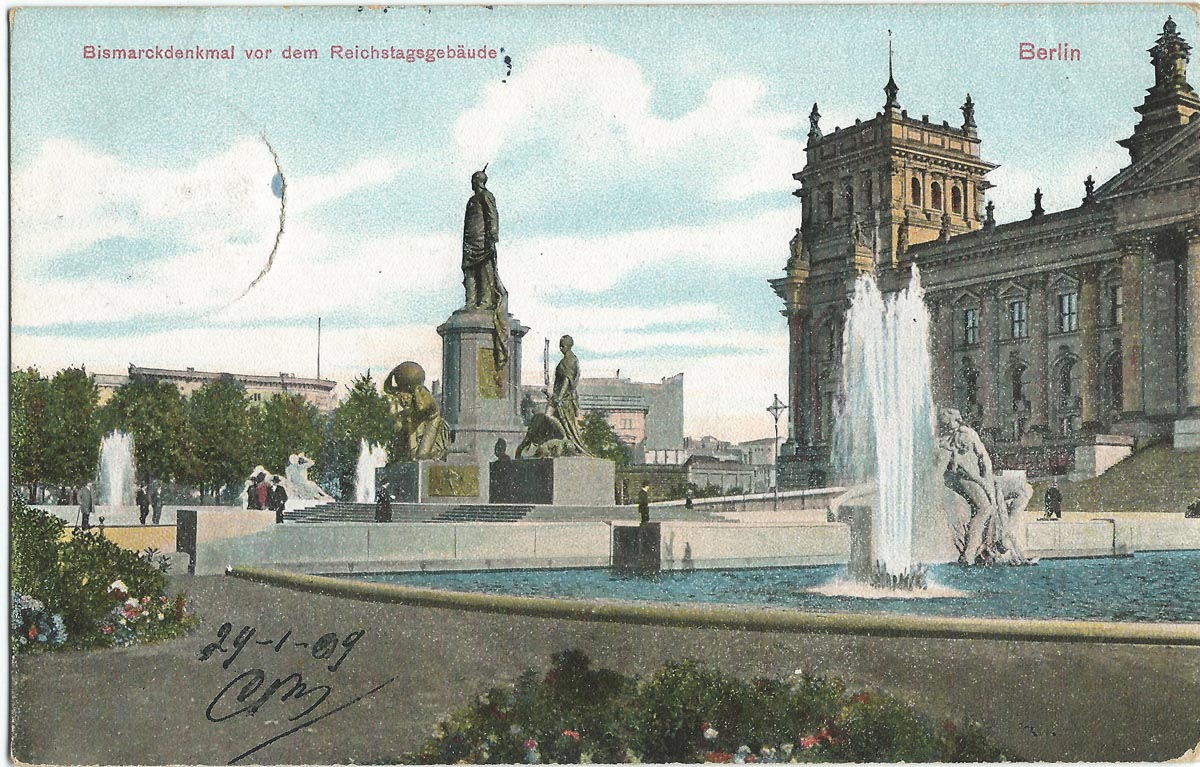
Національний пам'ятник Бісмарку в обрамленні фонтанів перед Рейхстагом на Королівські площі (Мюнхен). 1909

Національний пам'ятник Бісмарку (нім. Bismarck-Nationaldenkmal) — пам'ятник архітектури в Берліні, монумент першому рейхсканцлер у Німеччині Отто фон Бісмарка, остання велика робота Рейнгольда Бегаса.

## Історія

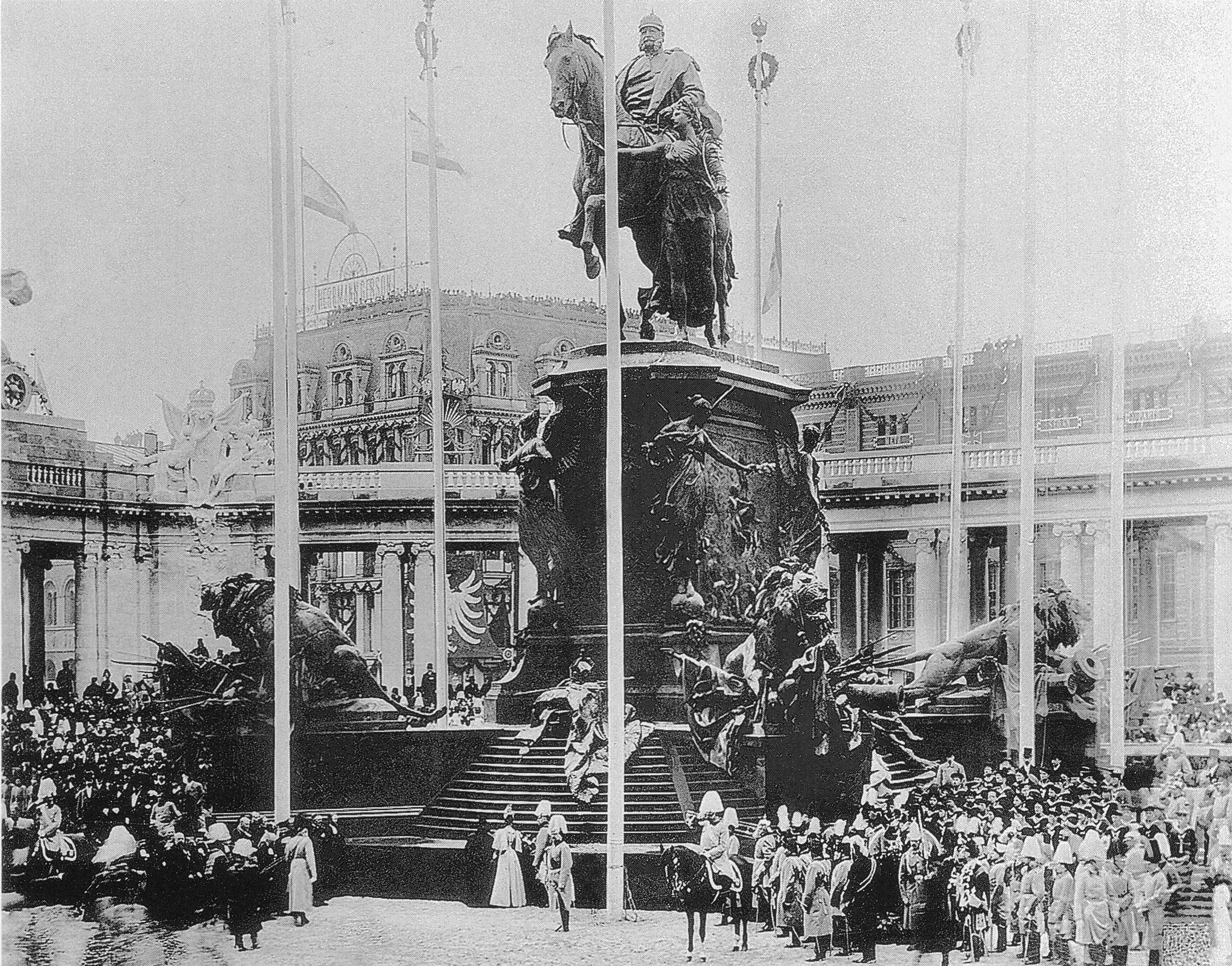

Спочатку було встановлено в 1901 році перед Рейхстагом на Королівській площі, сучасної площі Республіки. У 1938 році пам'ятник Бісмарку перенесли на площу Велика Зірка. Поряд з алеєю Перемоги і національним пам'ятником кайзеру Вільгельму цей пам'ятник Бісмарку є одним з типових зразків вільгельміністських традицій в скульптурі.
У конкурсі на проект пам'ятника Бісмарку за участю понад 90 осіб переможця визначити не вдалося, і кайзер
Вільгельм II доручив звести пам'ятник Бісмарку в східній частині Королівської площі своєму коханому скульптору Рейнгольду Бегаса. Ансамбль національного пам'ятника висотою 15 метрів з підставою в 20 на 12 метрів зводився перед Рейхстагом в 1897—1901 роках. Його спочатку прикрашали дві напівкруглі чаші фонтанів з боків і скульптурні групи з піщанику тритонів і наяд роботи Людвіга Кауера. Урочиста церемонія відкриття національного пам'ятника Бісмарку відбулася 16 червня 1901 року.
Бронзова фігура Отто фон Бісмарка висотою 6,6 м встановлено на цоколі з полірованого червоного граніту. Рейхскацлер зображений в мундирі хальберштадтского кірасира, так він зазвичай з'являвся на засіданнях старого рейхстагу. Ліва рука міцно тримає ефес палаша, права рука спирається на грамоті про заснування Німецької імперії. З лицьового боку на цоколі вибито «Бісмарк», тильна сторона оформлена присвятою «Першому рейхсканцлеру. Німецький народ. 1901». Праву сторону цоколя прикрашає бронзовий барельєф із зображенням хлопця з факелом і юнаки з фанфарою перед гермой Бісмарка, яких обсипають квітами ширяють міфологічні генії. На барельєфі з лівого боку зображена сова з пером в пазурах в оточенні ворон.
На думку громади того часу рейхсканцлер Бісмарк поставав надлюдиною, і одна центральна скульптура не могла втілити в бронзі його героїчний образ. Ще чотири скульптури на цоколі навколо постаменту розкривали велич Отто фон Бісмарка. Титанічну силу Бісмарка і світовий масштаб його особистості відображає образ уклінно атланта з земною кулею на плечах перед постаментом. Позаду постаменту Зігфрід на колінах виковує імперський меч, яким Бісмарк підпорядкував ворогів імперії. З лівого боку цоколя Сивіла, алегорія державної мудрості, сидить на спині сфінкса, звернувши свій погляд в книгу історії в лівій руці, і уособлює духовне значення Бісмарка. З правого боку цоколя володарка зі скіпетром і короною, імовірно алегорія Німеччини або державного примусу, утихомирює леопарда розбрату і смути, пояснюючи непереможну міць Бісмарка. Леопард є ранній роботою учня Бегаса Августа Гаул. Після відкриття новий національний пам'ятник зазнав критики. Шанувальникам мистецтва не сподобалися чотири бічні скульптури і бронзові барельєфи за їх якістю і за пропорціями образів.
Виступи цоколя пам'ятника Бісмарку до реконструкції 1958 з лицьового боку прикрашали три барельєфа, присвячених підготовці до заснування Німецької імперії в 1871 році. На лівому барельєфі «Як Німеччина вчиться ходити» перші кроки під керівництвом матері робив пухкий хлопчик на помочах, імовірно німецький Міхель. На барельєфі посередині «Як Німеччина прокидається» жінка будила сплячого на ведмежою шкурі німецького Михеля в нічному ковпаку і домашніх туфлях і вказує йому на війська інших народів в засідці на задньому плані. На правому барельєфі «Німеччина в образі юного Геркулеса» німецький Міхель поставав переміг воїном. З тильного боку фонтанів ще три барельєфа символізували завершення справи Бісмарка. На лівому барельєфі переможниця Німеччина на тріумфальній колісниці поверталася додому, а попереду неї радісну звістку поспішав донести юнак. На барельєфі посередині в оточенні алегорій праці і мистецтва Німеччина на троні прилаштовували собі імператорську корону. На останньому барельєфі Німеччина спускалася з квадриги, несучи народу блага світу.
У 1938 році національний пам'ятник Бісмарку разом з колоною Перемоги, скульптурами на алеї Перемоги і пам'ятниками Альбрехта фон Рооном і Гельмуту Мольтке були перенесені в північну частину площі Велика Зірка, щоб звільнити місце для спроектованої Альбертом Шпеером для «Столиці світу Німеччини» осі Північ Південь. На площі Велика Зірка планувалося створити форум Другого рейху, тобто кайзерівської Німеччини, заснованої в 1871 році. При установці національного пам'ятника Бісмарку на новому місці відстань між другорядними скульптурами і постаментом було скорочено приблизно на метр, а кількість ступенів цоколя скорочено з семи до трьох, що посилило диспропорції між окремими скульптурами і погіршило загальний вигляд. Післявоєнна реставрація пам'ятника була проведена в 1958—1960 роках, при цьому пам'ятник позбувся шести бронзових рельєфів цоколя, вони вважаються втраченими.

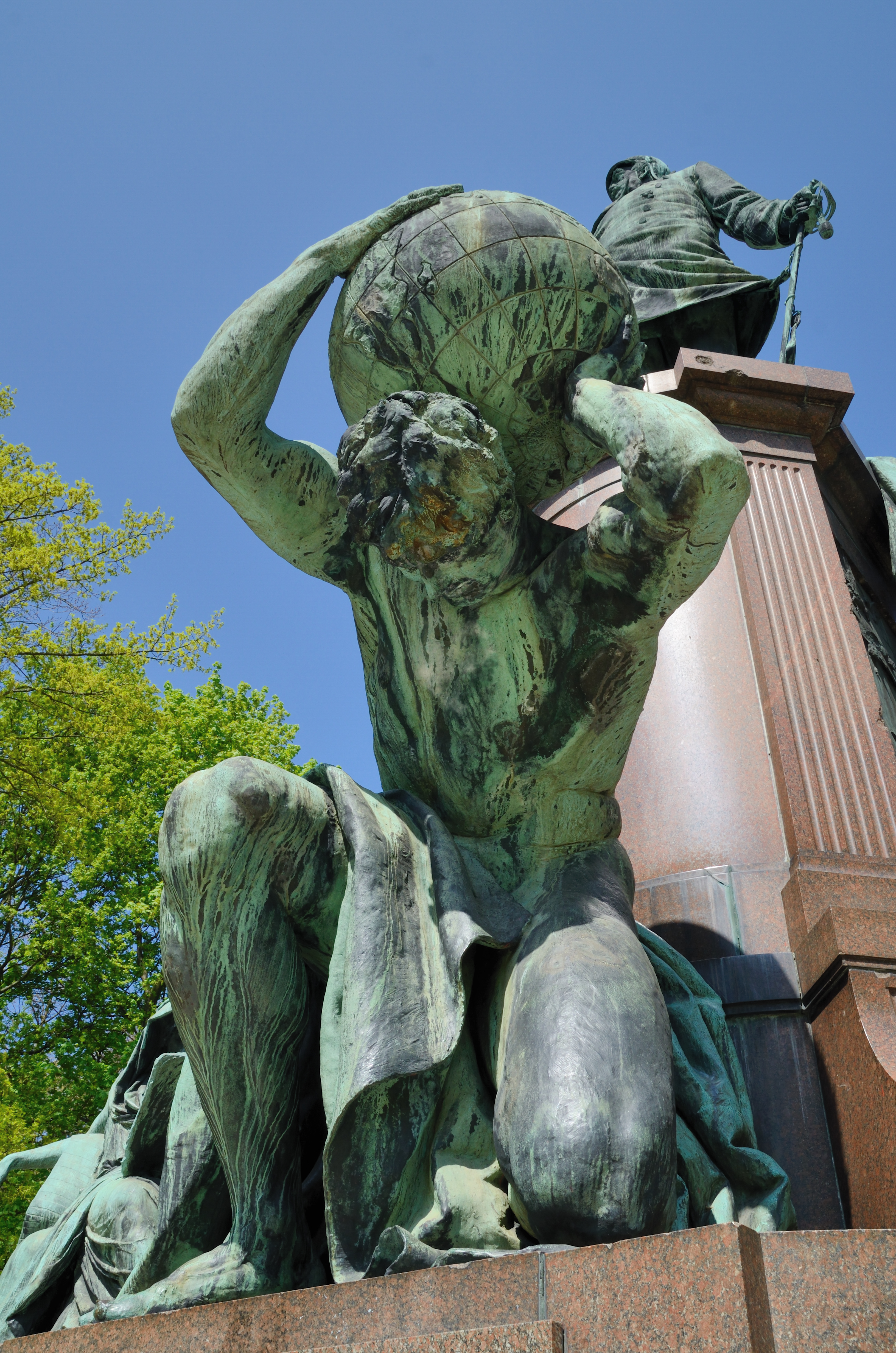
Атлант у ніг Бісмарка
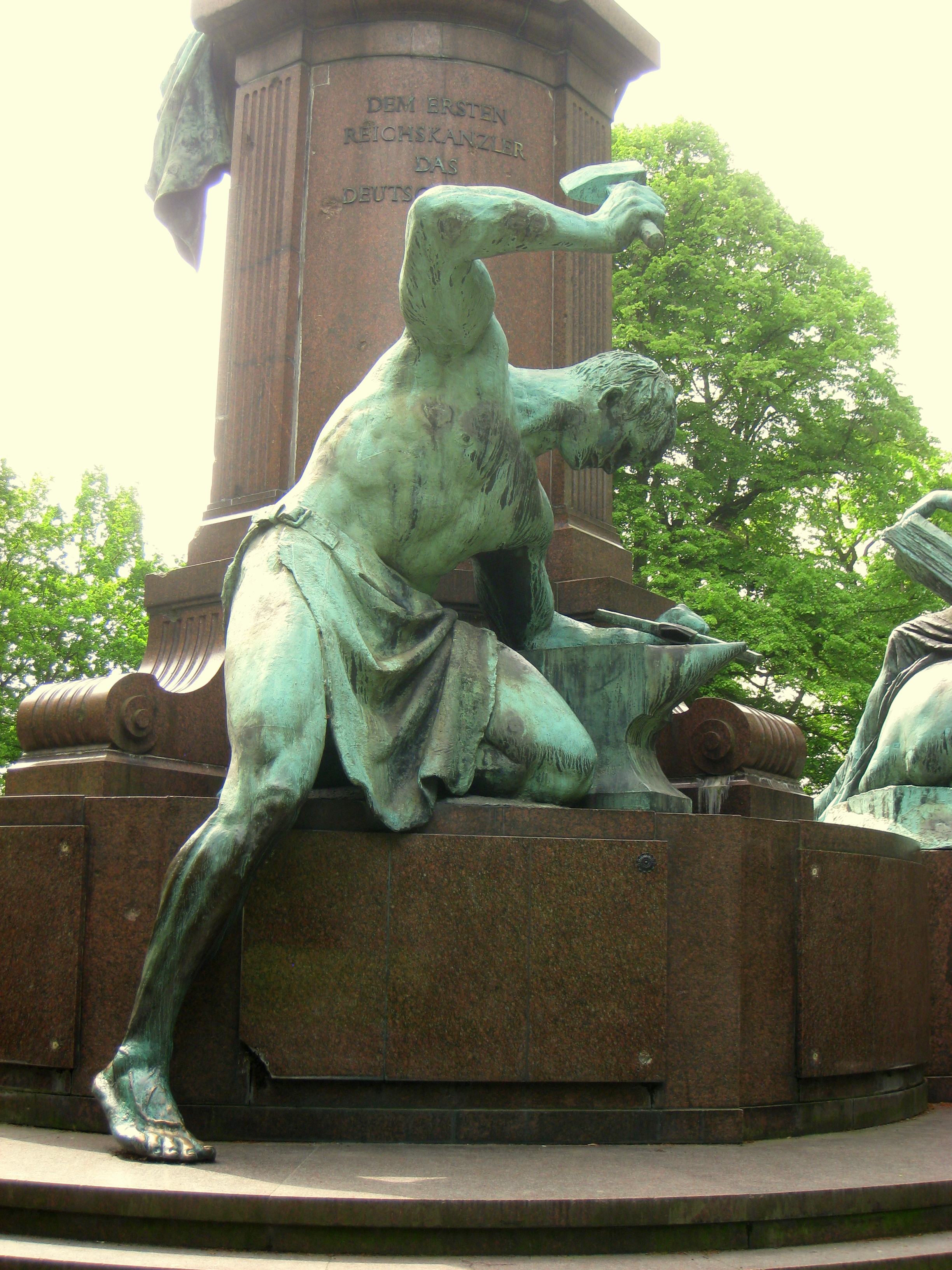
Зігфрід трудиться над імперським мечем для Бісмарка
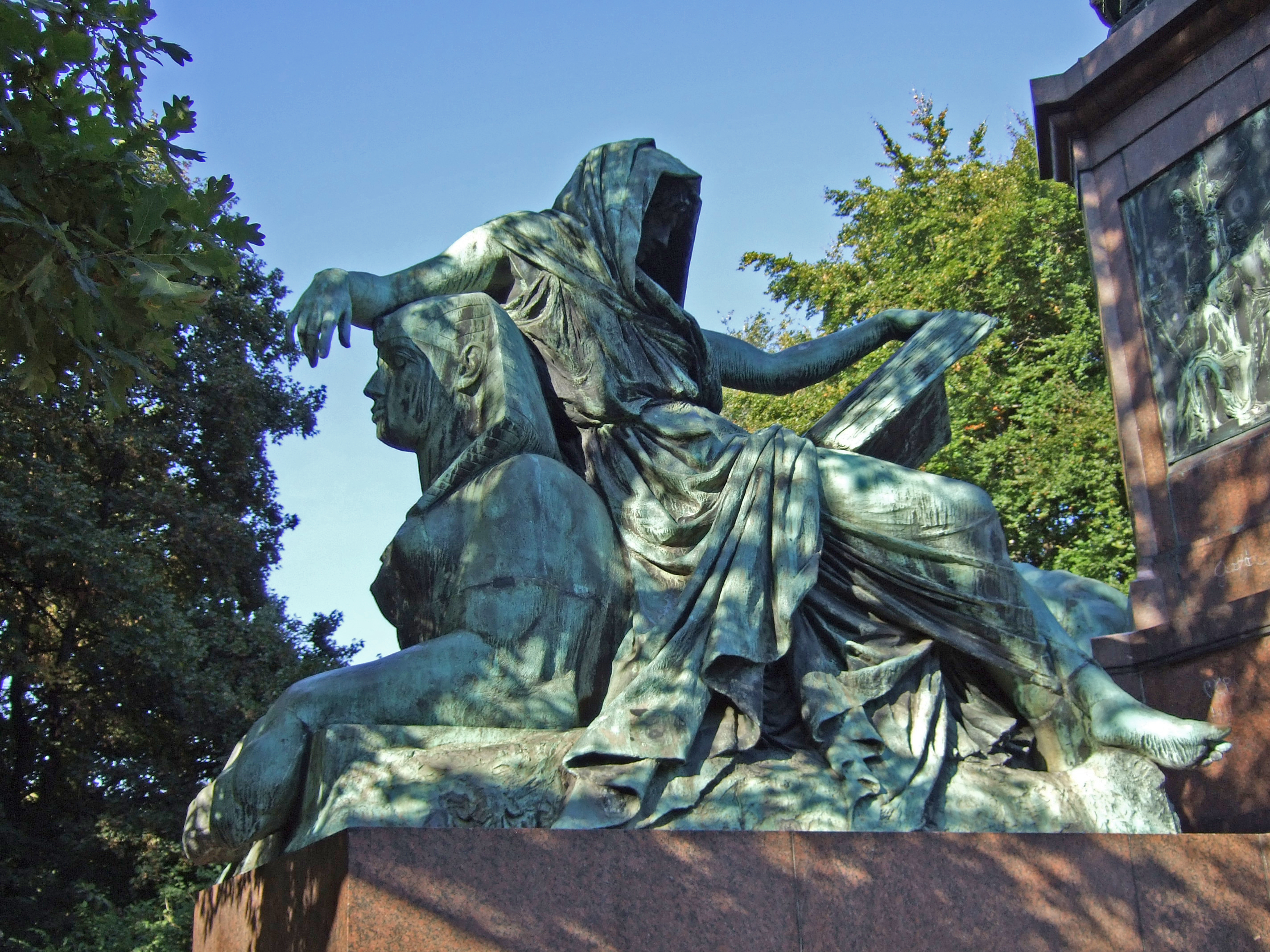
Мудра Сивіла заглядає в книгу історії
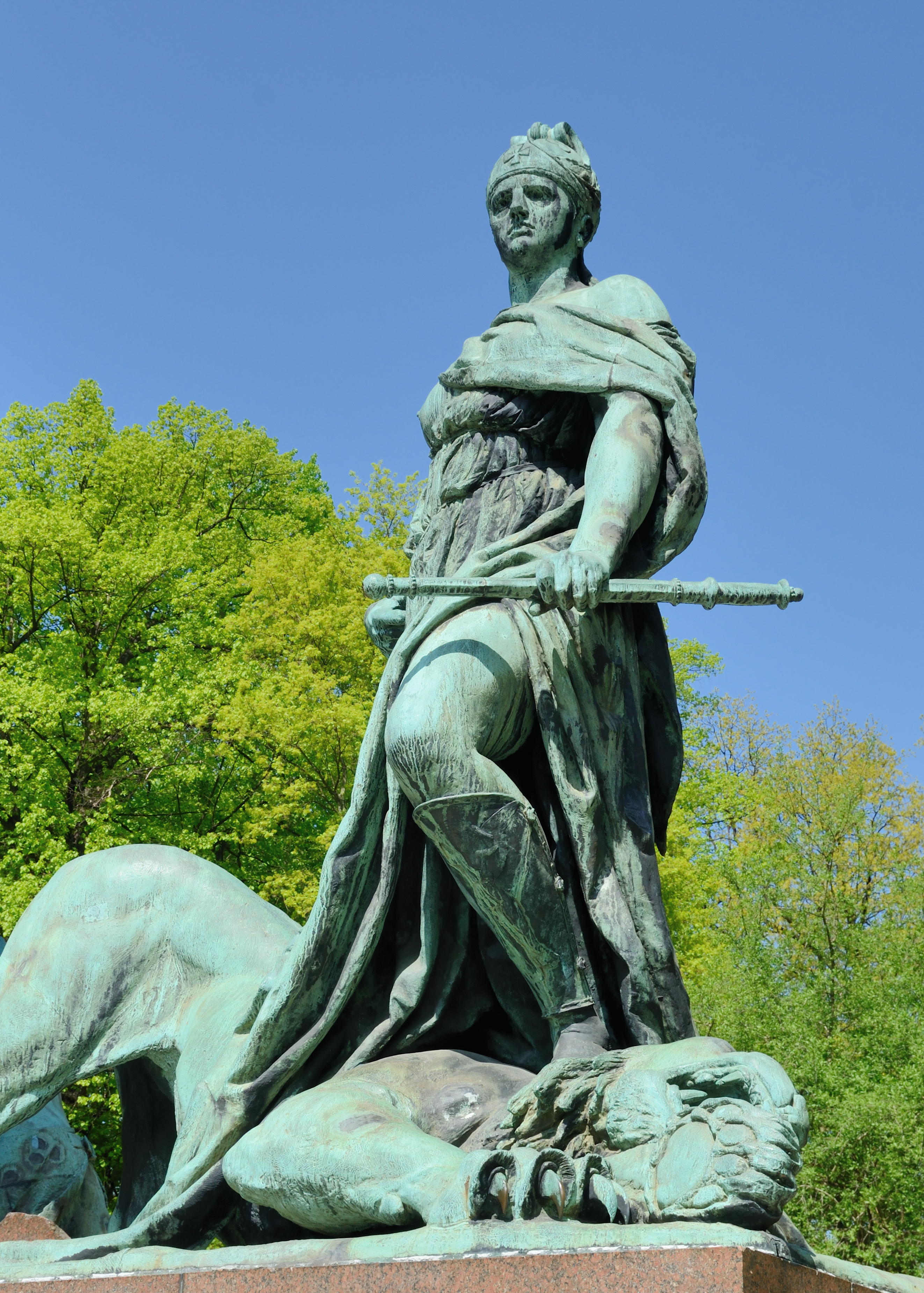
Німеччина перемагає розбрат і смуту